# Вилохвістка маскова
Вилохві́стка маскова (Enicurus schistaceus) — вид горобцеподібних птахів родини мухоловкових (Muscicapidae). Мешкає в Гімалаях і Південно-Східній Азії. 

## Опис

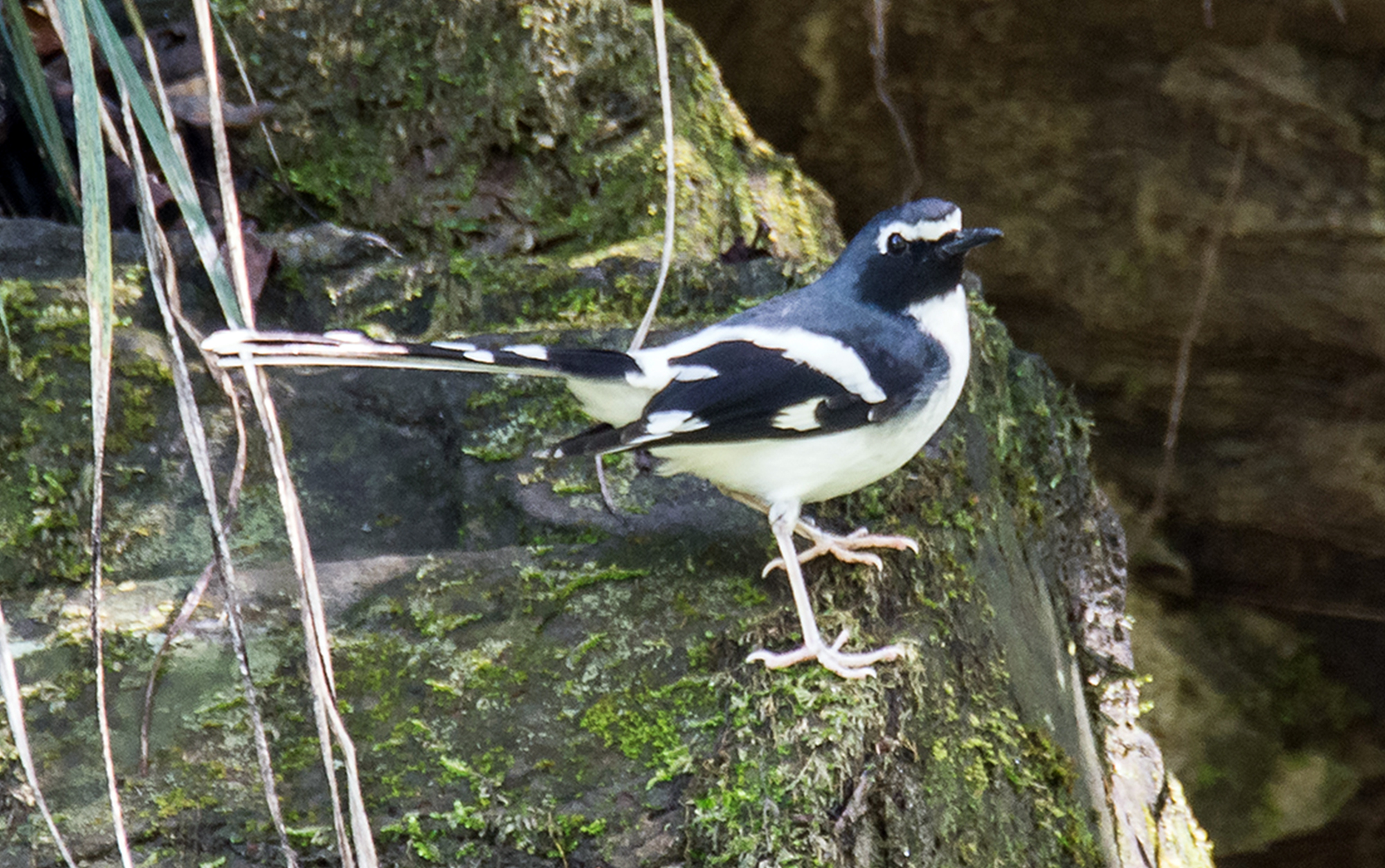
Маскова вилохвістка

Довжина птаха становить 22-25 см, вага 26-38 г. Обличчя і горло чорні, на лобі біла смуга, яка переходить у "брови" над очима. Верхня частина голови, плечі і спина чорнувато-сірі, на нижній частині спини велика біла пляма. Крила чорні з помітними білими плямами. Хвіст довгий, східчастий, глибоко роздвоєний. Стернові пера чорні з білими кінчиками, які формують на хвості три білі смуги. Нижня частина тіла біла. Райдужки темно-карі або чорні, дзьоб чорний, лапи блідо-рожеві або сіруваті. 
Виду не притаманний статевий диморфізм. У молодих птахів біла пляма на лобі відсутня, верхня частина тіла коричнева, груди поцятковані темним лускопоідбним візерунком. Хвіст у них коротший, ніж у дорослих птахів, на щоках у них сіруваті або охристі "вуса", підборіддя і горло сіруваті або білі. Боки тьмяно-сірувато-коричневі.

## Поширення і екологія
Маскові вилохвістки мешкають в Гімалаях на півночі Індії (на схід від Уттаракханда), в Непалі, Сіккімі, Бутані, Північно-Східній Індії, а також на сході Бангладеш, в М'янмі, Південному Китаї (південно-східний Тибет, Сичуань, Юньнань, Гуйчжоу, Фуцзянь, Чжецзян), Таїланді, Лаосі, В'єтнамі, Камбоджі і Малайзії. Вони живуть в субтропічних і тропічних широколистяних лісах, на берегах річок і струмків, серед каміння і річкових валунів. Віддають перевагу струмкам, кам'янисті береги яких порослі густою рослинністю. В Індії зустрічаються на висоті від 300 до 1600 м над рівнем моря, в Непалі на висоті від 900 до 1675 м над рівнем моря, в Південному Китаї і Таїланді на висоті від 400 до 1800 м над рівнем моря, в Камбоджі на висоті понад 500 м над рівнем моря, в Малайзії на висоті понад 800 м над рівнем моря, в Бутані на висоті від 800 до 2200 м над рівнем моря. Деякі гірські популяції під час сезону дощів мігрують в долини.
Маскові вилохвістки зустрічаються поодинці, під час сезону розмноження також парами або невеликими сімейними зграйками. Живляться дрібними водними безхребетними, зокрема личинками комах і ракоподібними. Птахи стрибають серед каміння по берегу річки або посередині струмка. іноді ловлять здобич в польоті, пролітаючи над водою на коротку відстань. Гніздування у маскових вилохвісток відбувається з лютого по липень в всьому ареалу. Гніздо чашоподібне або куполоподібне, робиться з моху, листя і трави, розміщується в заглибині в землі, в дуплі або між корінням дерев. іноді в тріщинах серед скель. В кладці від 3 до 4 білих, рожевуватих або блакитнуватих яєць, поцяткованих блідо-ліловими або червонувато-коричневими плямками. Насиджують і самиці, і самці. За сезон може вилупитися 2-3 виводки.